# Friedrich Ladegast
Friedrich Ladegast (Zettlitz, 1818. augusztus 30. – Weißenfels, 1905. június 30.) német orgonaépítő mester.

## Pályafutása
Ladegast a 19. század kiemelkedő, elismert német orgonaépítő mestere. Az organológia Ladegast munkásságát a késő barokk és a kora romantikus mesterek közé sorolja. Tanulóévei alatt, a restaurálási munkálatok során alaposan és mélyrehatóan megismerte Gottfried Silbermann orgonaépítészetét, hangszereinek menzúráit és intonációját. Ladegast döntő és mély benyomásokat szerzett a híres párizsi orgonaépítő, Aristide Cavaillé-Coll műhelyében is, amely a csúszkaládához és a mechanikus traktúrához való kötődését erősítette és mélyítette. Ladegast a későbbiekben is szoros barátságot ápolt a híres párizsi mesterrel. Ladegast orgonáin különösen a főmű plénumán mutatható ki Silbermann hatása. Ehhez hozzátartozik, hogy Ladegast orgonáiról fokozatosan eltűnnek a magas mixtúrák – melyek fokozatosan egyre alacsonyabb lábszámról indulnak – és a pedálműről is eltűnnek a 4’-nál magasabb regiszterek. A pedál plénuma így Ladegast orgonáin sem lesz más, mint egy mély alap- és aliquot regiszterekkel rendelkező basszusklaviatúra, amely a differenciált barokk pedálszólók eljátszására csak akkor alkalmas, ha manuálokat kopulázunk hozzá.
Ladegast végül Weisenfelsben telepedett le, és itt alapította meg orgonaépítő műhelyét is. E műhely falain belül számos jelentős orgona készült el Európa szinte minden tájára. Ladegast orgonái eljutottak Oroszországba, sőt még Dél-Afrikába is.

## Néhány Ladegast nevéhez fűződő orgona

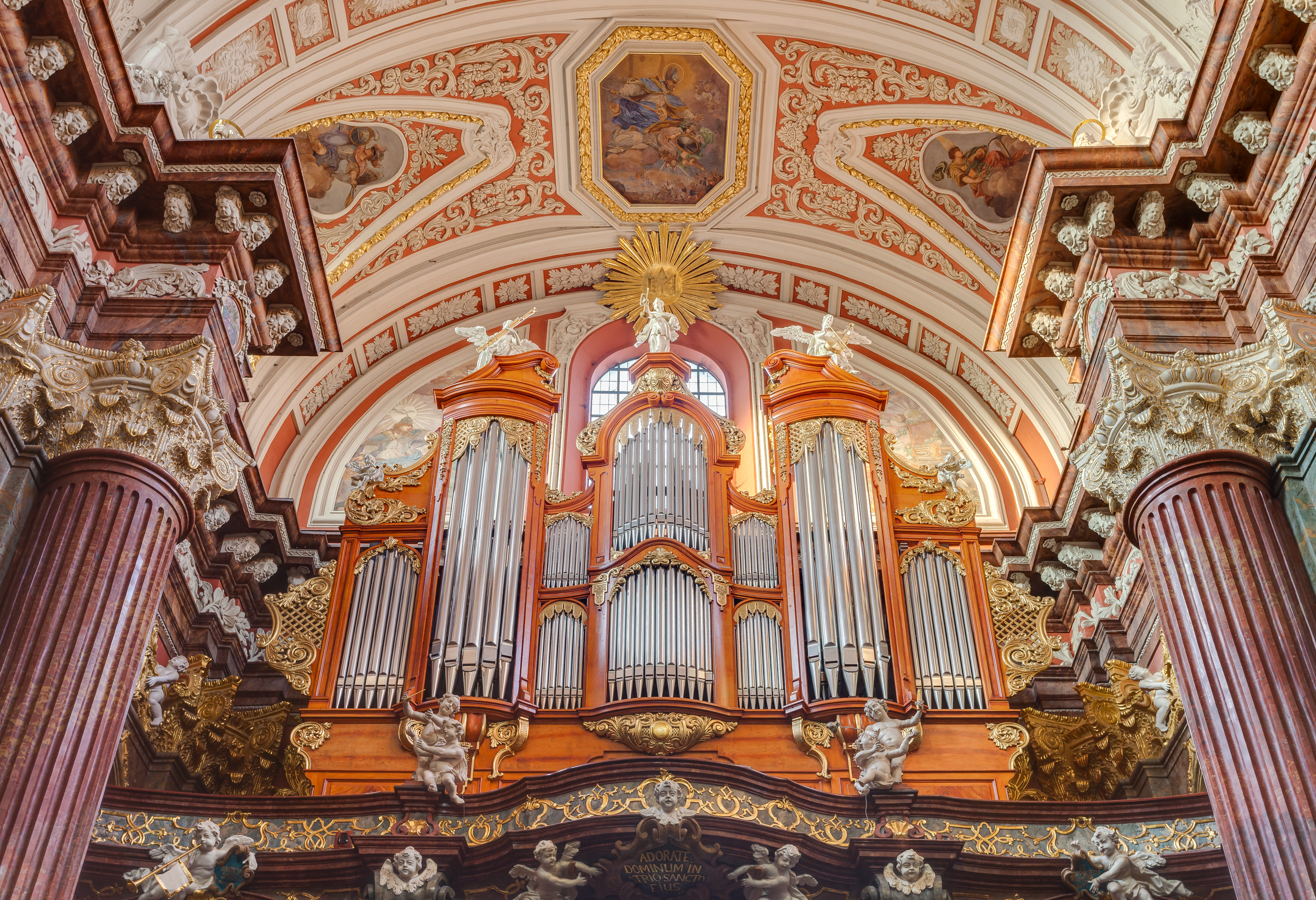
Friedrich Ladegast által készített orgona egy poznańi templomban

### Merseburg, Domorgel
1855-ben készült el a Merseburgi Dóm orgonája. Ladegast ezt az orgonát a múlthoz igazítván az 1665-ből származó homlokzatot változatlan formában őrizte meg. A híres magyar zeneszerző, a romantika egyik legnagyobb alakja, maga Liszt Ferenc is figyelemmel kísérte az orgona épülését. Liszt Ferenc ezen orgona avatására írta a híres B-A-C-H prelúdium és fúga című darabját. Mivel a mű az avatásra nem készült el, ezért Liszt nem kevésbé híres tanítványa, Alexander Winterberger játszotta el mestere „Ad nos” című darabját. Az avatás után Liszt többször is az orgonához ülvén Bach-, és Mendelssohn áriákat kísért. Ez az orgona több zeneszerzőt is inspirált Liszten kívül orgonaművek írására. Például Julius Reubke ezen orgona hatására írta meg a híres nagy szimfóniáját, a 94. zsoltár dallamára. 

### Witteberg, Vártemplom
Ladegast 1864-ben fejezte be az orgonát, mely 3 manuálos és 39 regiszteres volt. Az orgona a korábbi, 1767-ből származó homlokzat mögé építette az orgonát. Később, 1894-ben Ladegast kisebb szerkezeti változtatás végzett az orgonán, amikor is a máig álló, neogótikus homlokzatot és orgonaszekrényt készítette el. A 20. század első felének elkorcsosult barokkizáló hulláma ezt az orgonát is elérte – mondván: „Egy Luther-templomban csak Bach-i orgona állhat.”. 1933-ban alaposan átalakították a hangszert. Az 1900-as évek utolsó éveiben azonban egy nagyszabású restaurálási folyamat keretein belül visszaállították az 1894-es szerkezeti és hangzásbeli állapotokat, valamint az orgonát egy Ladegast-stílusban elkészített negyedik manuállal látták el. Az orgona diszpozíciója a forrásban megjelöl könyv 226. oldalán található.

### Schwerin, Domorgel
Kétségkívül ez az orgona Ladegast legjelentősebb orgonája, melyet 1871-ben fejezett be. Ez az orgona emelte Ladegastot a nemzetközileg is híres orgonaépítők élmezőnyébe. Az orgona négy manuállal és 84 regiszterrel készült el. Ladegast ebben az orgonában gyakorlatilag mindent felhasznált korának orgonaépítő tudományából. Mind a 4 manuált és a pedált Barker-emelőkkel látta el, valamint a német orgonaépítészet történetében legelőször alkalmazta a pneumatikus szerkezettel ellátott redőnymozgató rendszert. Ladegast ebben az orgonájában a romantikus hangzásnak sajátos karakterisztikát adott: az orgona diszpozíciójában bőven találunk a manuálokon 16’ és 8’ regisztereket, és a pedálról nem maradhat el a 32’ regiszter sem. Ezek mellett azonban találunk a barokk tradíciókhoz valamelyest igazodó, de azoknál alacsonyabb lábszámról induló mixtúrákat és aliquot regiszterek. Emellett bőven találunk nyelvregisztereket is. Az alacsony mixtúrákkal Ladegast nem a harsogó nyelvek irányába terelte az orgona hangzását, hanem adott neki bizonyos fényt. Az orgona legutolsó restaurálását 1988-ban a Schuke cég végezte.